# John Whitney Hall
John Whitney Hall (* 13. September 1916 in Tokio; † 31. Oktober 1997 in Tucson, Arizona) war ein US-amerikanischer Historiker und Japanologe. Er war Professor an der Yale University (A. Whitney Griswold Professor of Japanese History).
Hall wurde als Sohn eines Missionarsehepaars in Tokio geboren und verlebte seine Jugend in Japan. Zum Besuch der höheren Schule ging er in die USA, besuchte die Phillips Academy und studierte am Amherst College mit dem Bachelor-Abschluss 1938, wonach er bis 1941 Englischlehrer und Repräsentant des Amherst College an der Dōshisha-Universität in Kyoto war. Im Zweiten Weltkrieg arbeitete er für den Marinegeheimdienst gegen Japan. 1950 wurde er an der Harvard University bei Edwin O. Reischauer (auch ein Missionarssohn) in Japanologie promoviert. Ab 1948 war er an der University of Michigan, an der er 1952 Assistant Professor, 1955 Associate Professor und 1959 Professor für Geschichte wurde. Er war dort von 1957 bis 1961 Direktor des Center for Japanese Studies und häufig in Japan, wo seine Universität eine Forschungsstelle in Okayama unterhielt. Hall studierte dort die Akten der führenden Fürstenfamilien des alten Japan. 1961 wurde er Professor in Yale. Er war Vorsitzender des Council on East Asian Studies und 1966 bis 1970 Master des Morse College. Von 1973 bis 1976 stand er der Geschichtsfakultät vor und von 1971 bis 1974 der Abteilung East Asian Languages and Literature. 1983 ging er in den Ruhestand. Er befasste sich vor allem mit dem Japan des 17. bis 19. Jahrhunderts (vor der Öffnung zum Westen) und der Kamakura-Zeit.
Er war Präsident der Association of Asian Studies, war 1976 bis 1980 Vorsitzender des US-amerikanisch-japanischen Freundschaftskomitees und arbeitete eng mit der Japan Foundation zusammen, die japanologische Studien in den USA finanziell unterstützte. Von 1968 bis 1980 war er Vorsitzender der United States-Japan Conference on Educational and Cultural Interchange. Von 1956 bis 1968 war er Mitherausgeber des American Historical Review. 1975 wurde er in die American Academy of Arts and Sciences gewählt.
Hall erhielt den Orden des Heiligen Schatzes in Japan. Er hatte eine große Sammlung japanischer Kunst und war Bergsteiger, der besonders viel in Japan kletterte.

## Schriften
- Das Japanische Kaiserreich (= Fischer Weltgeschichte. Band 20). 1968.
  - Englische Ausgabe: Japan: From Prehistory to Modern Times. Delacorte Press, New York 1970.
- Japanese History: A Guide to Japanese Research and Reference. University of Michigan Press, Ann Arbor 1954.
- Tanuma Okitsugu, Forerunner of Modern Japan. Harvard University Press, 1955.
- John Whitney Hall, Richard K. Beardsley, Robert E. Ward: Village Japan. University of Chicago Press, 1959.
- John Whitney Hall, Richard K. Beardsley: Twelve Doors to Japan. McGraw-Hill, 1965.
- Government and Local Powers in Japan, 500 to 1700. Princeton University Press, 1966.
- Mitherausgeber der Cambridge History of Japan. Cambridge University Press, ab 1988